# Villa Savoye

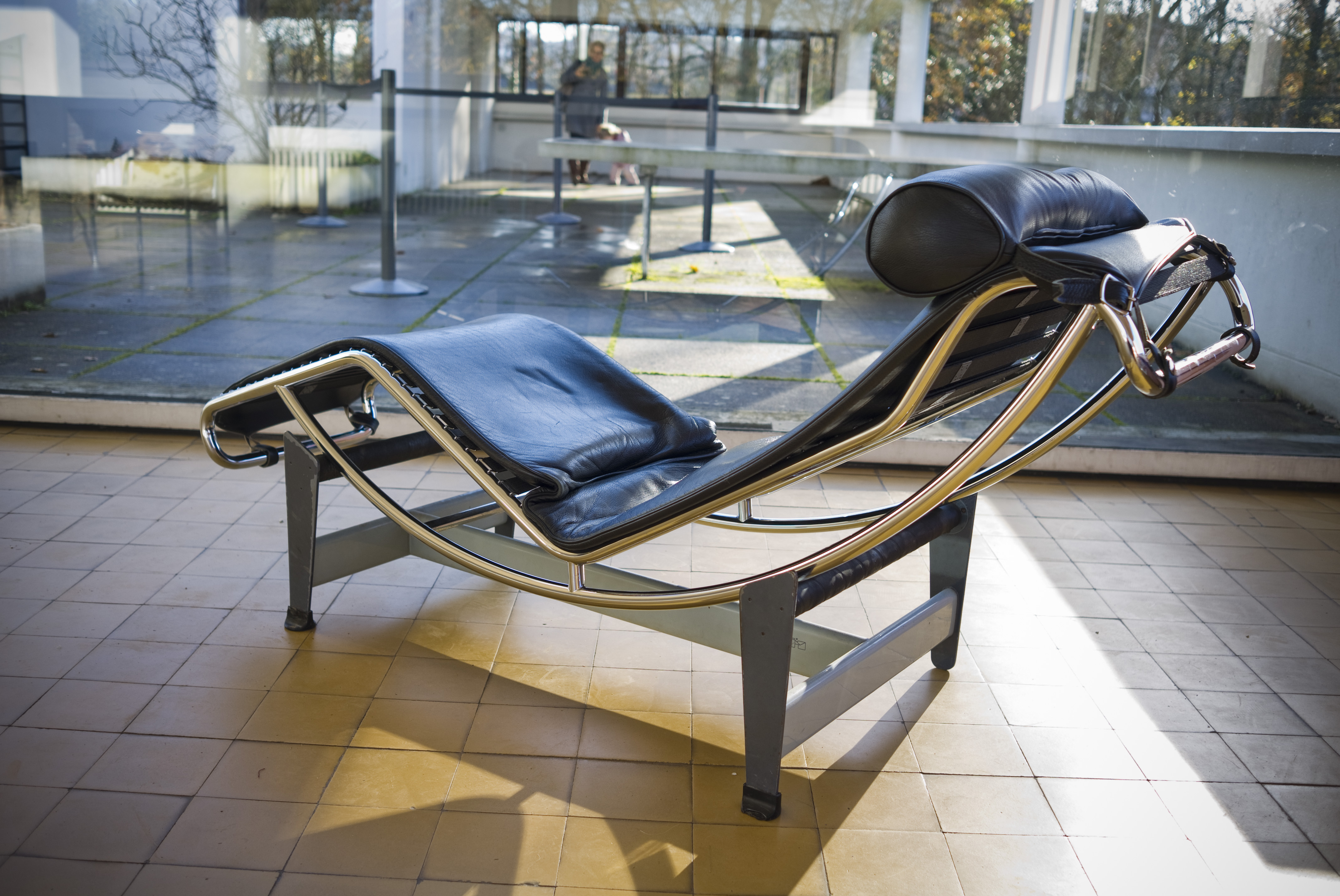
Vila Savoye, interior

Vila Savoye este o locuință proiectată de arhitecții Le Corbusier și Pierre Jeanneret (vărul lui Le Corbusier), aflată în orașul Poissy din Franța. 

## Descriere
Vila Savoye este o vilă situată la numărul 82, rue de Villiers, în comuna franceză Poissy, în Yvelines, construită între 1928 și 1931 de arhitectul Le Corbusier și vărul său, Pierre Jeanneret. Situată pe un teren de șapte hectare, această construcție, numită „Les Heures Claires” de către proprietari și descrisă drept o „mașină de locuit” de către arhitect, completează perioada cunoscută sub numele de „vilele albe” ale arhitectului Le Corbusier.
Caracterizată prin puritatea și armonia sa, această clădire majoră în istoria arhitecturii secolului 20, în domeniul reședințelor individuale private, își păstrează caracterul avangardist..
Este formată dintr-un paralelipiped alb susținut de piloni subțiri și acoperit cu ferestre benzi, acoperite cu terase pe acoperiș. Situl a fost înscris, împreună cu alte 16 lucrări arhitecturale ale lui Le Corbusier, pe Lista Patrimoniului Mondial UNESCO în 2016.

## Cele cinci puncte arhitecturale
Vila Savoye este unul din cele mai cunoscute „manifeste” ale arhitecturii moderniste, în care se rezumă cele cinci puncte arhitecturale ale lui Le Corbusier: pilotis (structură din piloni), toit terrasse (acoperiș circulabil), plan libre (plan liber), façade libre (fațada liberă) și fenêtre en longueur (fereastră în lungime).